# Петербургский военный округ

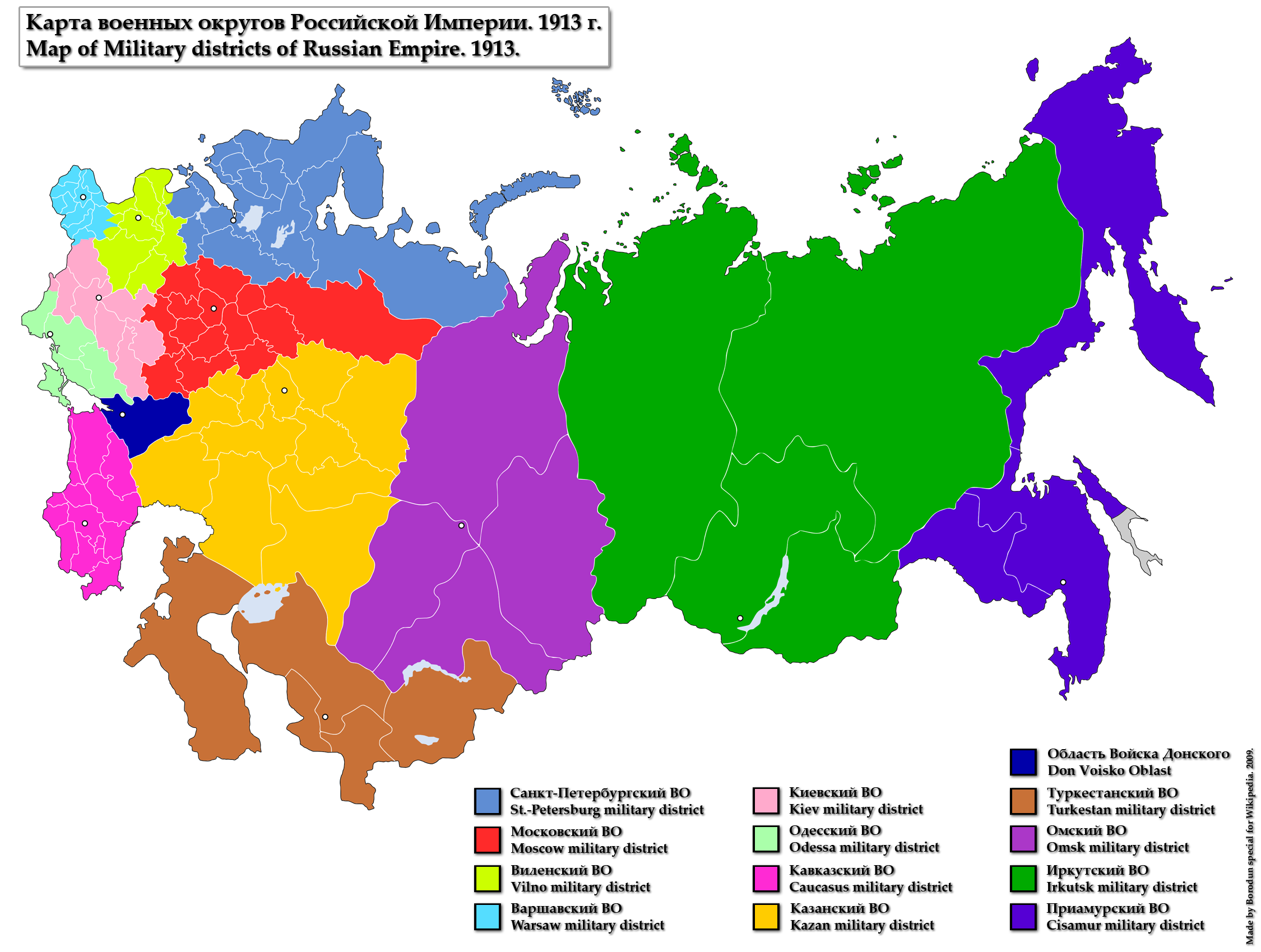
Схема военных округов России, 1913 год.

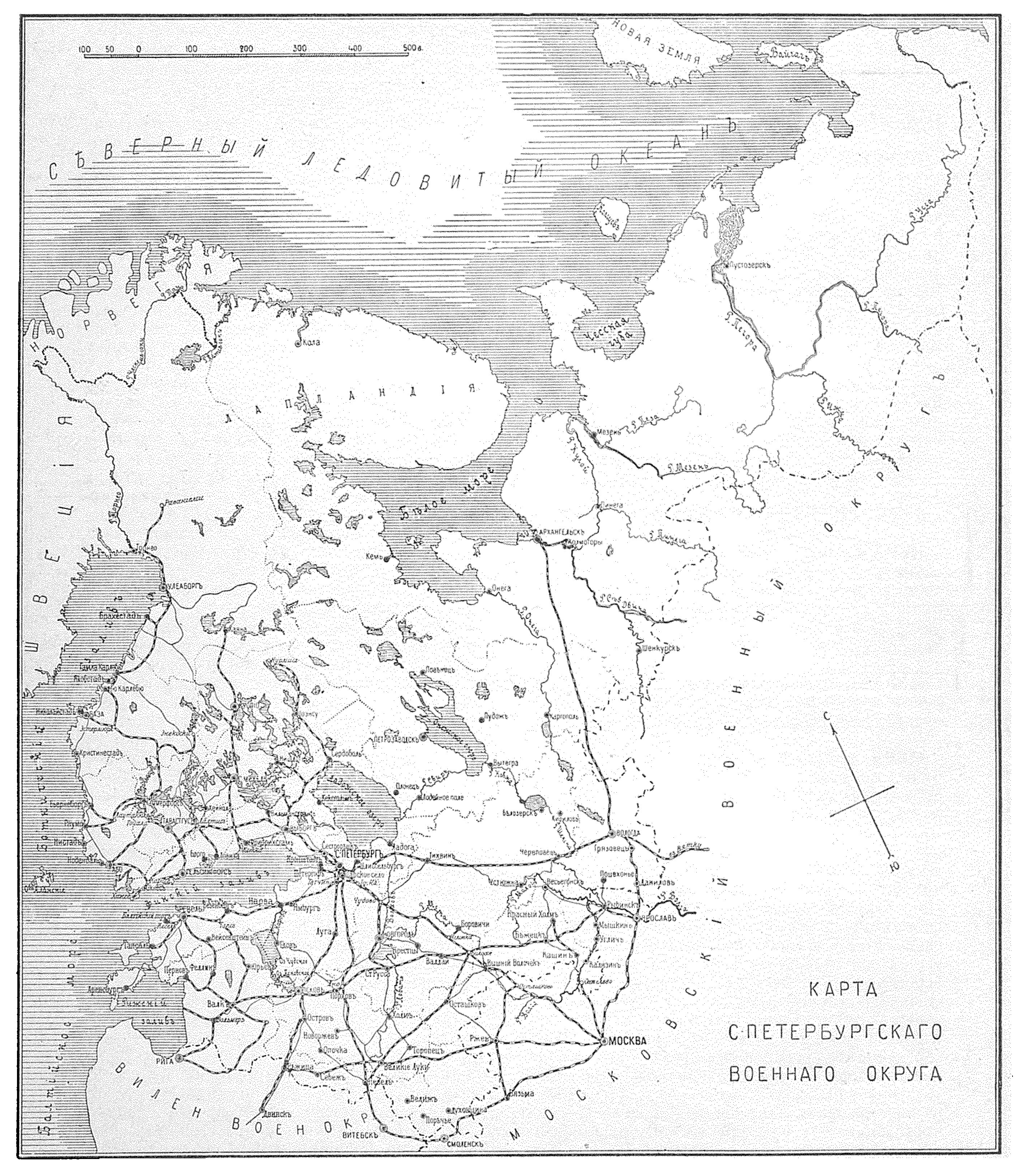
Карта из статьи
«Петербургский военный округ»
(«Военная энциклопедия Сытина»)

Петербургский военный округ — формирование (объединение, военный округ) в Вооружённых силах Российской империи.
Позже именовался как Петроградский военный округ или Петроградский округ.

## История
Впервые военные округа в России, в том числе и Петербургский, были учреждены во время реформ Александра II и Военного министра Д. А. Милютина в 1862—1864 (1867) годах, вне этого деления состояла лишь область Войска Донского. Изначально предполагалось создание пятнадцати военных округов в составе ВС России.
Петербургский округ был образован в августе 1864 года. В 1870 году к нему присоединена большая часть упраздненного Рижского военного округа.
10 июня 1905 года территория и войска Финляндского военного округа после его упразднения перешли в подчинение командования Санкт-Петербургского военного округа. Из войск, дислоцированных в Финляндии, был сформирован 22-й армейский корпус.
В 1867—1876, 1878—1880, 1884—1905 годах Главнокомандующий войсками округа исполнял обязанности и Главнокомандующего войсками гвардии. В 1905 году с 11 января по май существовала должность Санкт-Петербургского генерал-губернатора и командующего войсками, в Санкт-Петербурге расположенными. Её занимал Свиты Его Величества генерал-майор Д. Ф. Трепов.
В 1914 году, в связи с переименованием Санкт-Петербурга в Петроград, Петербургский военный округ был переименован в Петроградский военный округ.
В июле 1914 года на базе войск округа была сформирована 6-я армия.
Приказом К. С. Еремеева, от 20 марта 1918 года, Петроградский военный округ был расформирован, в тот же день на его базе был сформирован Петроградский ВО РККА, возглавлявшийся коллегией. 31 марта 1918 года упразднён.

## Состав

### Формирования
- Управление ВО состоит из:
  - военно-окружного совета;
  - окружного штаба;
  - окружного артиллерийского управления;
  - окружного инженерного управления;
  - окружного интендантского управления;
  - окружного военно-медицинского управления;
- все войска, военные заведения и военные чины округа.

### Территории
На 1892 год в состав округа входили следующие губернии и области:
- Петербургская, Олонецкая, Архангельская, Новгородская, Псковская, Эстляндская и из Лифляндской губернии уезды: Перновский, Феллинский, Валкский и Верросский.

На 1914 год в состав округа входили следующие губернии:
- все Финляндские, Санкт-Петербургская, Новгородская, Псковская, Эстляндская, Лифляндская (за исключением Рижского уезда, входящего в Виленский военный округ), Олонецкая и Архангельская;
- уезды:
- Вологодской губернии — Вологодский, Грязовецкий и Кадниковский;
- Ярославской губернии — Пошехонский, Мологский, Любимский и Даниловский;
- Тверской губернии — Весьегонский, Вышневолоцкий, Осташковский, Бежецкий, Калязинский и Кашинский;
- Смоленской губернии — Пореченский, Бельский, Духовщинский, Сычевский и Дорогобужский;
- Витебской губернии — Люцынский, Себежский и Невельский.

Округ, будучи приграничным, может быть назван приморским, так как имел сухопутную границу только с Швецией и Норвегией, которая, проходя по полярным, почти безлюдным землям, не имела военного значения. Бо́льшее значение имела морская пограничная линия, омываемая водами Северного Ледовитого океана (Архангельская губерния), и особенно Балтийского моря.

## Главнокомандующий войсками Гвардии и Петербургского военного округа
- 10.08.1864 — 30.08.1867 — генерал-адъютант, инженер-генерал великий князь Николай Николаевич;
- 30.08.1867 — 1.11.1876(?) — генерал-адъютант, инженер-генерал великий князь Николай Николаевич (имел звание Главнокомандующего войсками с 30.08.1867);
- лето 1878(?) — 17.04.1880 — генерал-адъютант, генерал-фельдмаршал великий князь Николай Николаевич;
- 17.04.(?) — 25.05.1880 — врио, генерал от инфантерии, наследник цесаревич великий князь Александр Александрович (с 01.03.1881 император Александр III);
- 17.08.1880 — 2.03.1881 — генерал от инфантерии, наследник цесаревич великий князь Александр Александрович (с 01.03.1881 император Александр III);
- 2.03.1881 — 14.08.1884 — генерал-адъютант, генерал от инфантерии великий князь Владимир Александрович;
- 14.08.1884 — 26.10.1905 — генерал-адъютант, генерал от инфантерии великий князь Владимир Александрович (Главнокомандующий войсками с 14.08.1884);
- 26.10.1905 — 20.07.1914 — генерал-адъютант, генерал от кавалерии великий князь Николай Николаевич;
- 30.08. — 18.11.1914 — генерал от инфантерии барон Николай Павлович фон Ашеберг (и. о. главного начальника Петроградского ВО);
- 14.09.1915 — 13.06.1916 — инженер-генерал князь Николай Евсеевич Туманов (главный начальник Петроградского ВО);
- 13.06.1916 — 27.02.1917 — генерал-лейтенант Сергей Семёнович Хабалов (главный начальник Петроградского ВО, с 06.02.1917 командующий войсками Петроградского ВО);
- 27.02. — 2.03.1917 — генерал-адъютант, генерал от артиллерии Николай Иудович Иванов;
- 2.03. — 29.04.1917 — генерал-лейтенант Лавр Георгиевич Корнилов (Главнокомандующий войсками Петроградского ВО);
- 29.04. — 06.05.1917 — генерал от инфантерии Евгений Александрович Радкевич (временно)
- 22.05.1917 — ?.07.1917 — генерал-майор Пётр Александрович Половцов
- 19.07. — 28.08.1917 — генерал-майор Олег Петрович Васильковский (Главнокомандующий войсками Петроградского ВО);
- 29.08. — 04.09.1917 — генерал-лейтенант Владимир Владимирович Теплов (командующий войсками Петроградского ВО и военного генерал-губернаторства);
- 04.09.(?) — 25.10.1917 — полковник Георгий Петрович Полковников
- 25.10.1917 — 28.10.1917 — генерал-майор Яков Герасимович Багратуни (командующий войсками Петроградского ВО и военного генерал-губернаторства, арестован большевиками вечером 25.10.1917 г.);
- 28.10.1917 — 29.10.1917 — Подвойский, Николай Ильич;
- 29.10.1917 — 08.11.1917 — Муравьёв, Михаил Артемьевич;
- ??.11.1917 — ??.12.1917 — Антонов-Овсеенко, Владимир Александрович;
- 19.03.1918 — Еремеев, Константин Степанович.